# Дандолк (Мэриленд)
Дандолк (англ. Dundalk) — некорпоративное сообщество и статистически обособленная местность в округе Балтимор в штате Мэриленд в Соединённых Штатах Америки. Пригород Балтимора.
Согласно данным переписи населения США 2020 года число жителей Дандолка 
составляло 67 796 человек, что заметно больше, чем во время предыдущей переписи (63 597 человек).

## История

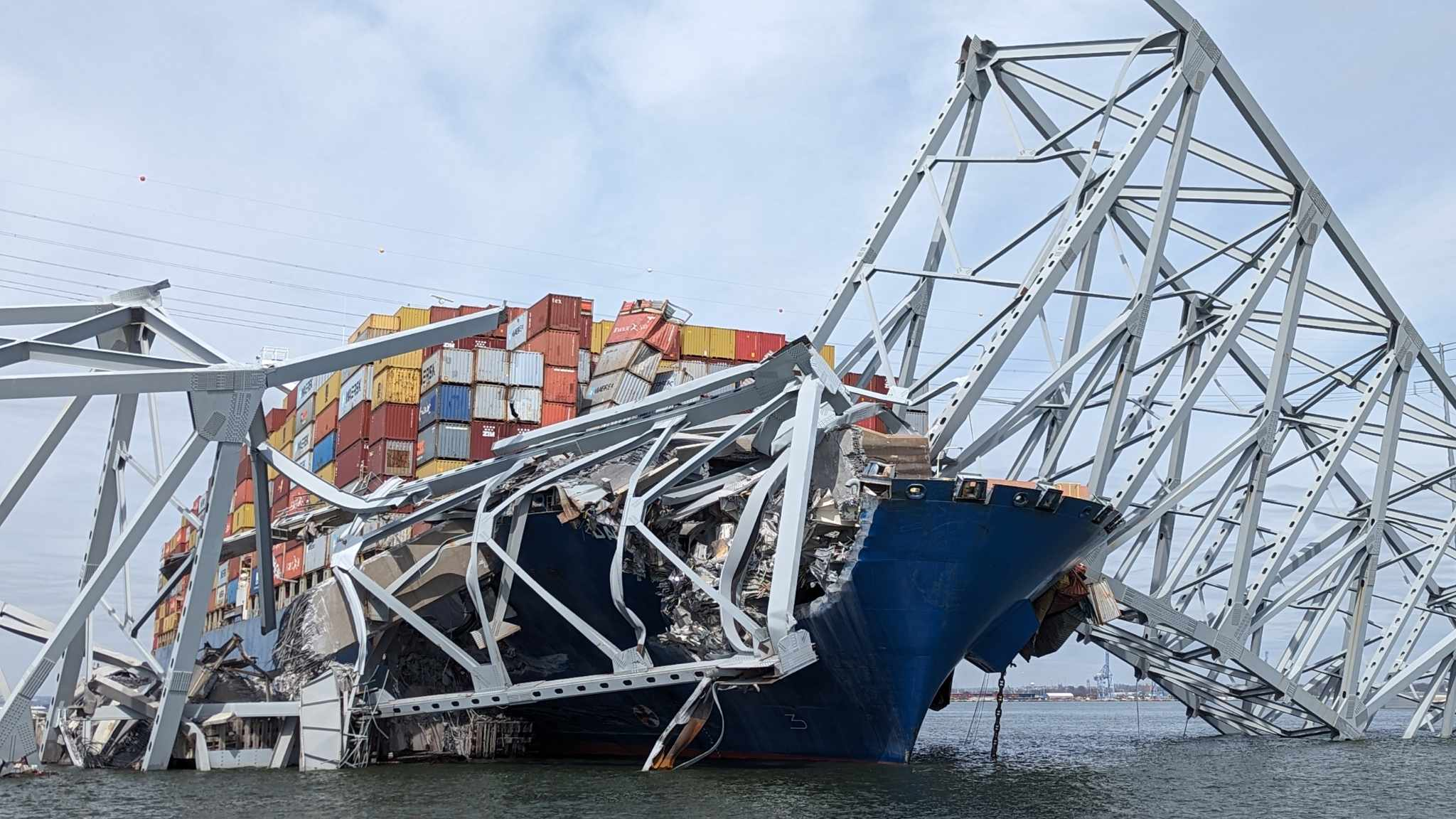
Катастрофа 26.03. 2024

Поселение было названо в честь одноимённого города в Ирландии. 
Мировую известность Дандолк приобрёл 26 марта 2024 года, после того как контейнеровоз «MV Dali» врезался в одну из опор моста Фрэнсиса Скотта Ки, основные пролёты которого полностью разрушились, а обломки блокировали морской порт Балтимора.

## География
Дандолк считается одним из первых внутренних кольцевых пригородов Балтимора. В 1960—1970-х годах Дандолк был крупнейшим некорпоративным сообществом в Мэриленде.

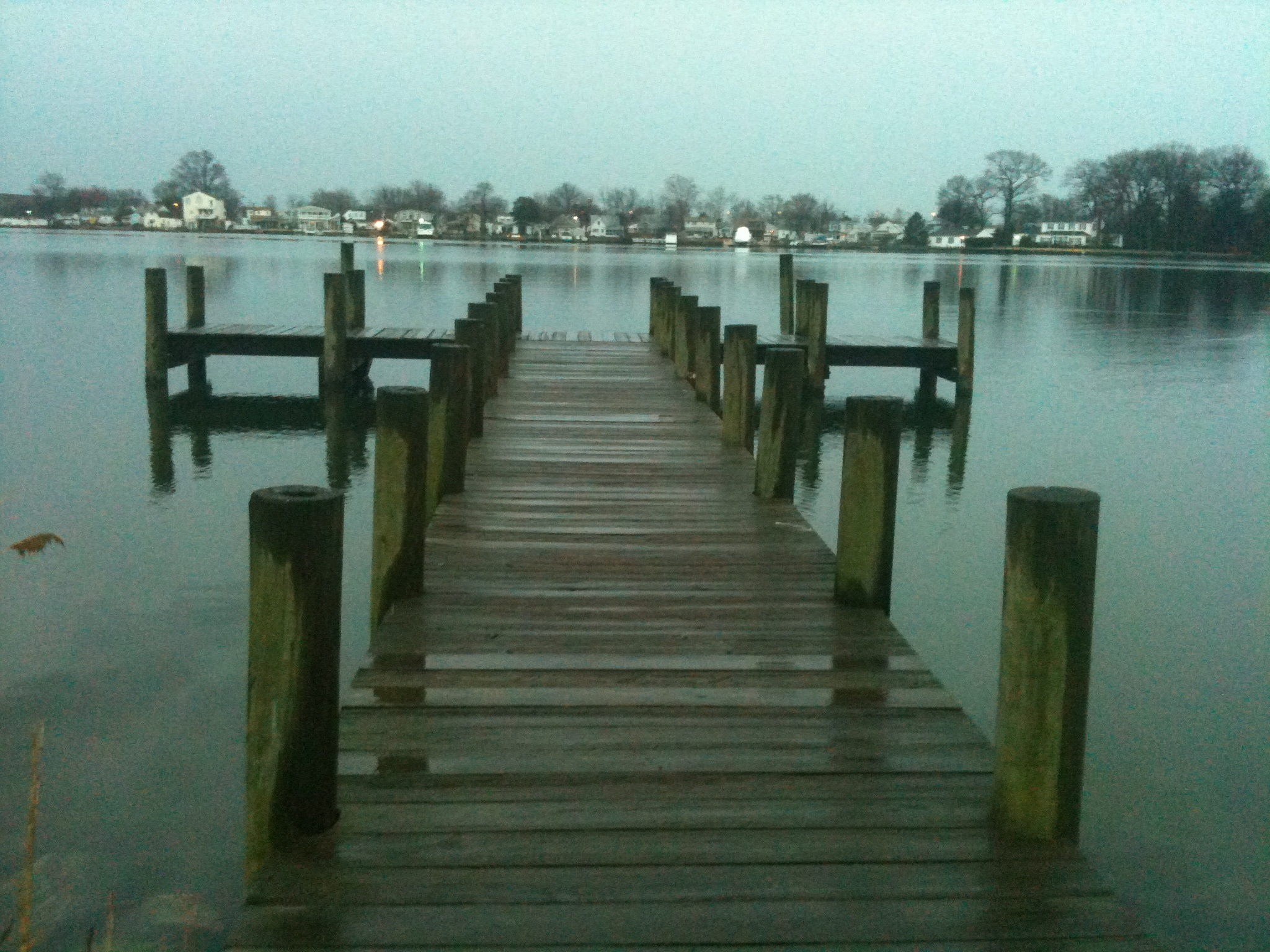
Пристань. Дандолк.

Согласно данным Бюро переписи населения США, общая площадь сообщества составляет 17,4 квадратных миль (45,0 км2), из которых 13,1 квадратных миль (33,8 км2) — это суша и 4,3 квадратных мили (11,2 км2 или 24,84 %) — водная поверхность.
Большая часть Дандолка — равнина и находится очень близко к уровню моря, с несколькими небольшими холмами недалеко от города Балтимор на западе. Дандолк является частью Атлантической прибрежной равнины. Высота над уровнем моря варьируется от уровня моря на берегу Чесапикского залива до примерно 40 футов (12 метров) над уровнем моря вдоль севера Дандолк-авеню и бульвара Норт-Пойнт.
Через Дандолк проходит ручей Бред-энд-Чиз-Крик, который затем впадает в реку Бэк-Ривер, которая несёт свои воды в Чесапикский залив Атлантического океана.